# Armageddon 2008
Armageddon 2008 was een professioneel worstel-pay-per-viewevenement dat geproduceerd werd door World Wrestling Entertainment (WWE). Dit evenement was de negende en laatste editie van Armageddon en vond plaats in de HSBC Arena in Buffalo (New York) op 14 december 2008.
De belangrijkste gebeurtenis was een Triple Threat match tussen de kampioen Edge, Jeff Hardy en Triple H voor de WWE Championship. Jeff Hardy won de match en werd de nieuwe WWE Champion.

## Matchen
| Nr.                                                                          | Match | Winnaar(s)                                           |
| ---------------------------------------------------------------------------- | --- | ---------------------------------------------------- |
| 1                                                                            | Matt Hardy vs. Vladimir Kozlov in een een-op-eenmatch | Vladimir Kozlov                                      |
| 2                                                                            | CM Punk vs. Rey Mysterio in een een-op-eenmatch | CM Punk                                              |
| 3                                                                            | Finlay vs. Mark Henry (met Tony Atlas) in een Belfast Brawl match                                                                                             | Finlay                                               |
| 4                                                                            | Randy Orton (met Cody Rhodes & Manu) vs. Batista in een een-op-eenmatch                                                                                       | Batista                                              |
| 5                                                                            | Maria & Kelly Kelly & Mickie James & Michelle McCool vs. Maryse & Jillian Hall & Victoria & Natalya in een Eight Woman "Santa's Little Helper" tag team match | Maria & Kelly Kelly & Mickie James & Michelle McCool |
| 6                                                                            | John Cena (c) vs. Chris Jericho in een een-op-een mach voor het World Heavyweight Championship                                                                | John Cena (c)                                        |
| 7                                                                            | Edge (c) vs. Jeff Hardy vs. Triple H in een Triple Threat match voor het WWE Championship                                                                     | Jeff Hardy (nc)                                      |
| (c) huidige kampioen voor en na de match \| (nc) nieuwe kampioen na de match | |                                                      |